# Karol Karaba
Karol Karaba (* 15. ledna 1937) byl slovenský a československý politik, po sametové revoluci poslanec Sněmovny lidu Federálního shromáždění za HZDS.

## Biografie
Ve volbách roku 1992 byl za HZDS zvolen do Sněmovny lidu. Ve Federálním shromáždění setrval do zániku Československa v prosinci 1992.
Uvádí se jako člen místní organizace HZDS v obci Drahovce.